# チャールズ・マンク (第3代マンク子爵)
第3代マンク子爵チャールズ・ジョセフ・ケリー・マンク（英語: Charles Joseph Kelly Monck, 3rd Viscount Monck、1791年7月12日 – 1849年4月20日）は、アイルランド貴族、イギリス陸軍の軍人。

## 生涯
初代マンク子爵チャールズ・スタンリー・マンクとアン・クィン（Anne Quin、1823年12月20日没、ヘンリー・クィンの娘）の息子として、1791年7月12日に生まれた。1799年よりラグビー校で教育を受けた。
イギリス陸軍に入隊して第43軽歩兵連隊の中尉になり、半島戦争のビトリアの戦い、ピレネーの戦い、ニヴェル川の戦い、ニーヴ川の戦い（いずれも1813年）、トゥールーズの戦い（1814年）に参戦した。
1848年9月20日に兄にあたる初代ラスダウン伯爵ヘンリー・マンクが死去すると、ラスダウン伯爵位は廃絶したが、従属爵位であるマンク子爵位はチャールズが継承した。
1849年4月20日にダブリンのメリオン・スクエアで死去、息子チャールズ・スタンリーが爵位を継承した。

## 家族
1817年11月29日、ブリジット・ウィリントン（Bridget Willington、1843年1月22日没、ジョン・ウィリントンの娘）と結婚、4男4女をもうけた。
- チャールズ・スタンリー（1819年 – 1894年） - 第4代マンク子爵
- ジョン・ウィリントン（1820年 – 1850年7月12日）
- ウィリアム（1823年2月28日 – 1854年9月20日） - クリミア戦争のアルマ川の戦い（英語版）で戦死
- アン（1853年9月23日没） - 1841年5月、ジェームズ・ネイピア・ウェブ（James Napier Webb、ダニエル・ジェームズ・ウェブの息子）と結婚
- イザベラ・ブリジット（1866年9月16日没）
- ヘンリエッタ（1911年5月6日没） - 1848年11月18日、フランシス・リチャード・ブルック（Francis Richard Brooke、1817年8月24日 – 1867年3月2日、ジョージ・フレデリック・ブルックの息子）と結婚、子供あり
- エリザベス（1829年頃 – 1888年1月5日）
- リチャード（1829年10月23日 – 1904年10月7日） - 1861年8月13日、フランシス・エリザベス・オーウェン・コール（Frances Elizabeth Owen Cole、1919年7月31日没、オーウェン・ブレイニー・コールの娘）と結婚、子供あり